# Agonus cataphractus
Agonus cataphractus (Linnaeus, 1758), conosciuto in italiano come sorcio di mare, è un pesce osseo marino della famiglia Agonidae. È l'unica specie del genere Agonus.

## Distribuzione e habitat
L'areale di questa specie è limitato all'Oceano Atlantico nordorientale tra La Manica (poco comune) e la Norvegia settentrionale e al mar del Nord . È presente anche nel mar Bianco, lungo le coste del sud dell'Islanda e nel mar Baltico meridionale. Frequenta le zone costiere con fondi di sabbia, fango e, più di rado, ghiaia fino a 270 metri di profondità. In inverno migra in acque più profonde. Può trovarsi negli estuari, specie in inverno e nel sud dell'areale. È molto comune in gran parte dell'areale.

## Descrizione
L'aspetto di questo pesce è caratteristico. Il muso è appuntito e dotato di due coppie di spine uncinate rivolte verso l'alto. Dietro la testa è evidente una gibbosità, poi la parte posteriore del corpo è allungata e sottile. La testa è larga e di forma triangolare. La parte inferiore della testa è ricoperta di brevi e numerosi barbigli piliformi. L'intero corpo è ricoperto di piastre ossee. Le pinne dorsali sono due, piuttosto vicine. Le pinne pettorali sono ampie; le pinne ventrali sono piccole e rigide. La colorazione è grigiastra o marrone chiara con da 3 a 5 macchie scure selliformi sul dorso. Ventre chiaro. Le pinne pettorali hanno talvolta riflessi arancio.
La taglia media è di circa 14 cm, la misura massima nota è di 21 cm.

## Biologia
Vive fino a 3 anni. È un animale schivo, che passa gran parte del tempo infossato nel sedimento.

### Alimentazione
La sua alimentazione è basata su crostacei bentonici e vermi.

### Riproduzione
Depone le uova (fino a 3000 per ogni femmina) in inverno sulle alghe brune del genere Laminaria. Le uova sono di colore giallo e si schiudono dopo molti mesi (anche 11). La maturità sessuale è raggiunta a un anno. Le larve sono pelagiche.

## Pesca
Di nessun interesse.

## Acquariofilia
Viene talvolta allevato nelle strutture pubbliche.